# علاقة حب (فلم)
علاقة حب (بالإنجليزية: Love Affair) هو فيلم دراما تم إنتاجه في الولايات المتحدة وصدر في سنة 1939.

## بطولة
- تشارلز بوير

## الميزانية والإيرادات
بلغت تكلفة إنتاج الفيلم حوالي 860,000 دولار بينما حقق أرباحا تقدر بـ 1,750,000 دولار.

## معرض صور

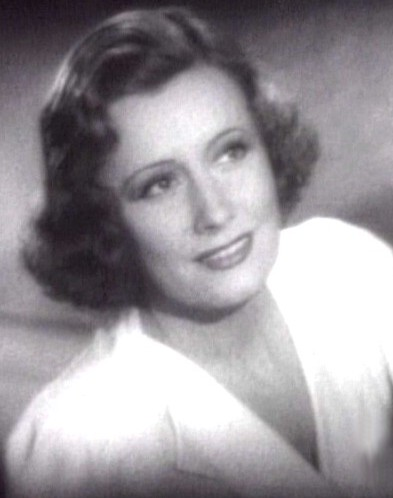
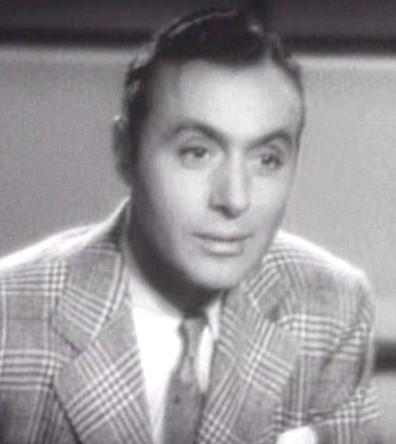
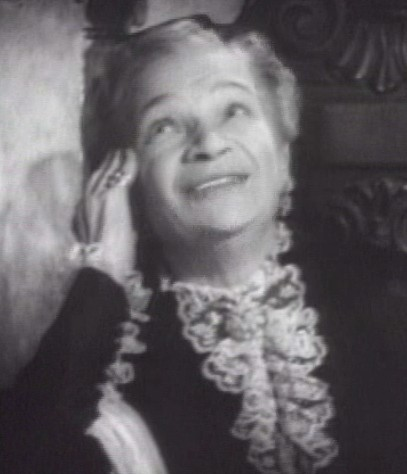
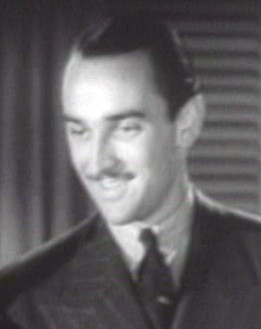

### ترشيحات وجوائز
| السنة | الحدث  | الفئة     | النتيجة |
| ----- | ------ | --------- | ------- |
|       | أوسكار | أفضل فيلم | ترشـيـح |

## وصلات خارجية
- مقالات تستعمل روابط فنية بلا صلة مع ويكي بيانات